# Canton de Voiron
Pour les articles homonymes, voir Voiron (homonymie).
Le canton de Voiron est une circonscription électorale française située dans le département de l'Isère et la région Auvergne-Rhône-Alpes.

## Géographie
Ce canton est organisé autour de Voiron dans l'arrondissement de Grenoble. Son altitude varie de 184 m (La Buisse) à 1 891 m (Saint-Julien-de-Raz) pour une altitude moyenne de 388 m.

## Histoire
- De 1833 à 1848, les cantons de Saint-Laurent-du-Pont et de Voiron avaient le même conseiller général. Le nombre de conseillers généraux était limité à 30 par département[5].
- Par décret du 18 février 2014, le nombre de cantons du département est divisé par deux, avec mise en application aux élections départementales de mars 2015. Le canton de Voiron est conservé et s'agrandit. Il passe de 10 à 11 communes[4].

## Représentation

### Conseillers généraux de 1833 à 2015
| Période | Période          | Identité                          | Étiquette                | Qualité |
| ------- | ---------------- | --------------------------------- | ------------------------ | --- |
| 1833    | 1848             | Frédéric Allégret (1793-1853)     |                          | Négociant, conseiller municipal de Voiron                                                                                   |
| 1848    | 1852             | Abel Roget                        |                          | Notaire, maire de Voiron (1848-1849)                                                                                        |
| 1852    | 1855             | Nestor Ducrest                    |                          | Maire de Voiron (1849-1851)                                                                                                 |
| 1855    | 1871             | Antoine Allard du Plantier        |                          | Propriétaire à Voiron |
| 1871    | 1874             | Alexis Vial                       |                          | Négociant, maire de Voiron (1870-1871)                                                                                      |
| 1874    | 1886 (démission) | Rémy Gaston                       |                          | Médecin à Voiron |
| 1886    | 1892             | Claude-Clément Carré-Pierrat      | Républicain Opportuniste | Représentant de commerce et négociant à Voiron                                                                              |
| 1892    | 1898             | François Brun-Buisson (1844-1899) | Républicain modéré       | Médecin Maire de Voiron (1896-1897)                                                                                         |
| 1898    | 1910             | Ernest Imbert                     | Rad.                     | Maire de Voiron (1900-1908)                                                                                                 |
| 1910    | 1919             | Louis-Victor Magnin               | SFIO                     | Juge de paix à Voiron |
| 1919    | 1939 (décès)     | Jules Ravat                       | SFIO                     | Artisan cordonnier Maire de Voiron (1919-1939)                                                                              |
| 1939    | 1940             | Emile Magnin                      | Rad.                     | Directeur de société à Voiron                                                                                               |
|         |                  |                                   |                          | |
| 1945    | 1967 (décès)     | Raymond Tézier                    | SFIO                     | Commerçant Député (mars à mai 1967) Maire de Voiron (1944-1967)                                                             |
| 1967    | 1973             | Alban Fagot                       | UDR                      | Délégué aux relations publiques Député (1962-1967 et 1968-1973)                                                             |
| 1973    | 1985             | Maurice Rival                     | PS                       | Enseignant - Député (1984-1986) Maire de Chirens                                                                            |
| 1985    | 2001 (démission) | Michel Hannoun                    | RPR                      | Médecin gynécologue Député (1986-1988 et 1993-1997) Président du Conseil général (1997-1998) Maire de Voreppe jusqu'en 2001 |
| 2001    | 2004             | Michel Brizard                    | RPR puis UMP             | Maire de Voiron (2000-2008)                                                                                                 |
| 2004    | 2015             | Jean-François Gaujour             | PS                       | Ancien cadre Maire de Saint-Étienne-de-Crossey (1983-2020)                                                                  |

### Conseillers d'arrondissement (de 1833 à 1940)
| Période                                  | Période | Identité                         | Étiquette               | Qualité |
| ---------------------------------------- | ------- | -------------------------------- | ----------------------- | --- |
| 1833                                     | 1839    | Joseph Rambeaud                  |                         | Négociant, conseiller municipal de Voiron                                                                       |
| 1839                                     | 1848    | Joseph Guy Denantes (1805-1886)  |                         | Propriétaire et négociant en toiles à Voiron                                                                    |
|                                          |         |                                  |                         | |
| av.1895                                  | 1907    | Louis-Charles Cottel (1851-1909) | Républicain             | Maire de Voreppe                                                                                                |
| 1907                                     | 1913    | Philémon Thévenet (1862-1937)    | Libéral                 | Médecin à Voreppe                                                                                               |
| 1913                                     | 1937    | Joseph Sarret (1873-1941)        | Radical                 | Négociant en grains et charbon, maire de Voreppe (1908-1919 et 1925-1941), révoqué par le Gouvernement de Vichy |
| 1937                                     | 1940    | Charles Broize                   | Radical Union nationale | Propriétaire, conseiller municipal de Voreppe                                                                   |
| 1940                                     |         |                                  |                         | Les conseils d'arrondissement ont été suspendus par la loi du 12 octobre 1940 et n'ont jamais été réactivés     |
| Les données manquantes sont à compléter. |         |                                  |                         | |

### Conseillers départementaux à partir de 2015
| Période élective | Période élective | Mandat | Mandat   | Identité     | Nuance | Nuance | Qualité |
| ---------------- | ---------------- | ------ | -------- | ------------ | ------ | ------ | --- |
| 2015             | 2021             | 2015   | 2021     | Anne Gérin   |        | UDI    | Première adjointe au maire de Voreppe Présidente de la commission Déplacements, routes, habitat, environnement, équipements des territoires, numérique Vice-Présidente chargée des actions de solidarité et de l'insertion |
| 2015             | 2021             | 2015   | 2021     | Julien Polat |        | LR     | Maire de Voiron Vice-Président chargé du plan de relance, des grands projets et du contrat de plan Etat-Région Président de l'intergroupe de la majorité départementale pour l'Isère                                       |
| 2021             | 2028             | 2021   | en cours | Anne Gérin   |        | MR     | Conseillère sortante, Vice-Présidente déléguée à la sécurité |
| 2021             | 2028             | 2021   | en cours | Julien Polat |        | LR     | Conseiller sortant 2e vice-président chargé des finances et de la contractualisation |

### Résultats détaillés

#### Élections de mars 2015
À l'issue du 1er tour des élections départementales de 2015, deux binômes sont en ballottage : Anne Gérin et Julien Polat (Union de la Droite, 38,92 %) et Jean-François Gaujour et Johanne Vial (Union de la Gauche, 27,22 %). Le taux de participation est de 52,28 % (17 761 votants sur 33 972 inscrits) contre 49,24 % au niveau départemental et 50,17 % au niveau national.
Au second tour, Anne Gérin et Julien Polat (Union de la Droite) sont élus avec 57,85 % des suffrages exprimés et un taux de participation de 50,65 % (9 267 voix pour 17 210 votants et 33 975 inscrits).
Anne Gérin est membre du MRSL.

#### Élections de juin 2021
Le premier tour des élections départementales de 2021 est marqué par un très faible taux de participation (33,26 % au niveau national). Dans le canton de Voiron, ce taux de participation est de 36,11 % (12 553 votants sur 34 763 inscrits) contre 31,88 % au niveau départemental. À l'issue de ce premier tour, deux binômes sont en ballottage : Anne Gérin et Julien Polat (Union au centre et à droite, 53,3 %) et Thierry Blanchet et Fabienne Sentis (DVG, 35,93 %).
Le second tour des élections est marqué une nouvelle fois par une abstention massive équivalente au premier tour. Les taux de participation sont de 34,36 % au niveau national, 32,23 % dans le département et 36 % dans le canton de Voiron. Anne Gérin et Julien Polat (Union au centre et à droite) sont élus avec 60,51 % des suffrages exprimés (7 218 voix pour 12 520 votants et 34 777 inscrits),,. 

## Composition

### Composition avant 2015
Avant le redécoupage cantonal de 2014, le canton de Voiron regroupait dix communes.
| Nom                       | Code Insee | Codepostal | Superficie (km2) | Population (dernière pop. légale) | Densité (hab./km2) |
| ------------------------- | ---------- | ---------- | ---------------- | --------------------------------- | ------------------ |
| Voiron (chef-lieu)        | 38563      | 38500      | 21,90            | 19 925 (2012)                     | 910                |
| La Buisse                 | 38061      | 38500      | 11,53            | 2 989 (2012)                      | 259                |
| Chirens                   | 38105      | 38850      | 17,53            | 2 340 (2012)                      | 133                |
| Coublevie                 | 38133      | 38500      | 7,05             | 4 445 (2012)                      | 630                |
| Pommiers-la-Placette      | 38312      | 38340      | 16,92            | 547 (2012)                        | 32                 |
| Saint-Aupre               | 38362      | 38960      | 11,93            | 1 102 (2012)                      | 92                 |
| Saint-Étienne-de-Crossey  | 38383      | 38960      | 12,84            | 2 572 (2012)                      | 200                |
| Saint-Julien-de-Raz       | 38407      | 38134      | 10,81            | 431 (2012)                        | 40                 |
| Saint-Nicolas-de-Macherin | 38432      | 38500      | 10,60            | 881 (2012)                        | 83                 |
| Voreppe                   | 38565      | 38340      | 28,65            | 9 653 (2012)                      | 337                |

### Composition depuis 2015
Lors du redécoupage de 2014, le canton de Voiron regroupait 11 communes.
À la suite de la création de la commune nouvelle La Sure en Chartreuse le 1er janvier 2017, par regroupement des communes de Saint-Julien-de-Raz et Pommiers-la-Placette, le canton compte désormais dix communes.
| Nom                            | Code Insee | Intercommunalité      | Superficie (km2) | Population (dernière pop. légale) | Densité (hab./km2) | Modifier                                    |
| ------------------------------ | ---------- | --------------------- | ---------------- | --------------------------------- | ------------------ | ------------------------------------------- |
| Voiron (bureau centralisateur) | 38563      | CA du Pays voironnais | 21,90            | 21 604 (2022)                     | 986                | modifier les données · modifier les données |
| La Buisse                      | 38061      | CA du Pays voironnais | 11,53            | 3 499 (2022)                      | 303                | modifier les données · modifier les données |
| Coublevie                      | 38133      | CA du Pays voironnais | 7,05             | 5 409 (2022)                      | 767                | modifier les données · modifier les données |
| La Murette                     | 38270      | CA du Pays voironnais | 4,22             | 1 838 (2022)                      | 436                | modifier les données · modifier les données |
| Saint-Aupre                    | 38362      | CA du Pays voironnais | 11,93            | 1 200 (2022)                      | 101                | modifier les données · modifier les données |
| Saint-Cassien                  | 38373      | CA du Pays voironnais | 5,67             | 1 156 (2022)                      | 204                | modifier les données · modifier les données |
| Saint-Étienne-de-Crossey       | 38383      | CA du Pays voironnais | 12,84            | 2 603 (2022)                      | 203                | modifier les données · modifier les données |
| Saint-Nicolas-de-Macherin      | 38432      | CA du Pays voironnais | 10,60            | 944 (2022)                        | 89                 | modifier les données · modifier les données |
| La Sure en Chartreuse          | 38407      | CA du Pays voironnais | 27,73            | 1 060 (2022)                      | 38                 | modifier les données · modifier les données |
| Voreppe                        | 38565      | CA du Pays voironnais | 28,65            | 9 845 (2022)                      | 344                | modifier les données · modifier les données |
| Canton de Voiron               | 3829       |                       | 142,12           | 49 158 (2022)                     | 346                | modifier les données                        |

## Démographie

### Démographie avant 2015
| 1962   | 1968   | 1975   | 1982   | 1990   | 1999   | 2006   | 2011   | 2012   |
| ------ | ------ | ------ | ------ | ------ | ------ | ------ | ------ | ------ |
| 23 878 | 28 502 | 32 621 | 36 232 | 38 701 | 42 223 | 44 442 | 44 371 | 44 885 |

### Démographie depuis 2015
En 2022, le canton comptait 49 158 habitants, en évolution de +6,82 % par rapport à 2016 (Isère : +3,07 %, France hors Mayotte : +2,11 %).
| 2013   | 2018   | 2022   |
| ------ | ------ | ------ |
| 45 805 | 46 379 | 49 158 |